# Из пекла
«Из пекла» (англ. Out of the Furnace) — криминальный триллер режиссёра Скотта Купера, премьера которого состоялась на фестивале Американского института киноискусства 9 ноября 2013 года. Главные роли исполняют Кристиан Бейл и Вуди Харрельсон. Картина была неоднозначно, в целом положительно, принята мировой кинопрессой. Актёрская работа Кейси Аффлека была отмечена номинацией на премию «Спутник».

## Сюжет
Расселл Бэйз (Кристиан Бейл) и его младший брат Родни (Кейси Аффлек), живущие в экономически депрессивном городе Норт Брэддок, что в Ржавом поясе, всегда мечтали вырваться отсюда и найти лучшую жизнь. Расселл работает на литейном производстве, а Родни служит в армии и недавно вернулся из Ирака, куда вскоре отправится снова, в связи с принудительным продлением контракта (англ.). У Расселла есть красивая девушка Лина (Зои Салдана), а у Родни — долги у букмекеров и посттравматическое стрессовое расстройство.
Расселл пытается помогать брату, но все рушится, когда Расселла сажают в тюрьму за автоаварию с погибшими, а его брат становится зависимым от устроителей подпольных боев без правил. Пока Расселл отбывает срок, умирает их отец, а Лина уходит к местному чернокожему шерифу Уэсли Барнсу (Форест Уитакер). Родни в это время вынужденно продолжает службу и проводит в Ираке в общей сложности четыре срока.
Выйдя из тюрьмы, Расселл пытается строить жизнь по старым правилам. Одно из главных правил — не бросать близких в беде и платить долги. Попытка вернуть Лину неудачна — она уже беременна от шерифа. Расселл едет на охоту со своим дядей Рэдом (Сэм Шепард) и на него выходит олень. Надо стрелять, но Расселл отпускает добычу.
Родни, задолжав местному букмекеру Петти (Уиллем Дефо), выходит на подпольные бои, в которых теряет здоровье и не зарабатывает денег. Для него и Петти всё кончается очень плохо, когда они пересекаются с беспредельщиком из Джерси по имени Харлан Дегроут (Вуди Харрельсон), у которого, по его словам, «есть претензии ко всем». Решив, что Родни и Петти ему должны, Харлан со своей бандой убивают их без раздумий и разговоров.
Полиция оказывается бессильна в расследовании, хотя есть косвенные улики, но нет свидетелей. Расселл должен сделать выбор между своей свободой или справедливой местью за брата. Он выбирает второе. Расселл снова идёт на охоту и убивает Дегроута.

## В ролях
| Актёр           | Роль               |
| --------------- | ------------------ |
| Кристиан Бейл   | Расселл Бэйз       |
| Вуди Харрельсон | Харлан Дегроут     |
| Кейси Аффлек    | Родни Бэйз-мл.     |
| Уиллем Дефо     | Джон Петти         |
| Сэм Шепард      | Рэд Бэйз           |
| Форест Уитакер  | офицер Уэсли Барнс |
| Зои Салдана     | Лина Уоррен        |

## Производство
Фильм производства Relativity Media, продюсерами выступили Джефф Ваксман, Леонардо Ди Каприо, Тони Скотт, Ридли Скотт и многие другие. Производство началось 13 апреля 2012 года в столичной зоне Питтсбурга и закончилось 1 июня 2012 года. Большая часть съёмок проходило в North Braddock, Пенсильвания с дополнительными съёмками в Империале и Ранкине. Тюремные сцены снимались в Северном Панхэндле Западной Вирджинии в бывшей Исправительной тюрьме Западной Вирджинии в Маундсвилле. Съёмки также проходили в округе Бивер, включая сцену охоты на оленя в государственном парке Раккун Крик и сцену с заводом в Коппеле.
Первоначально было объявлено, что музыку к фильму будет сочинять Альберто Иглесиас. Однако позже обязанности композитора фильма взял на себя Дикон Ханчлифф.

## Награды и номинации
- 2014 — номинация на премию «Спутник» за лучшую мужскую роль второго плана (Кейси Аффлек)
- 2014 — номинация на премию «Сатурн» за лучший независимый фильм